# Вълци единаци
„Вълци единаци“ (на английски: Wolfs) е американска екшън комедия от 2024 г. на режисьора Джон Уотс по негов сценарий и участват Джордж Клуни, Брад Пит, Ейми Райън, Остин Ейбрамс и Пурна Джаганатан. Премиерата на филма се състои във филмовия фестивал във Венеция на 1 септември 2024 г., излиза по кината от „Кълъмбия Пикчърс“ (чрез „Сони Пикчърс Релийзинг“) на 20 септември 2024 г., както и по „Епъл ТВ+“ на 27 септември 2024 г.

## Актьорски състав
- Джордж Клуни – Джак[4]
- Брад Пит – Ник[4]
- Ейми Райън – Маргарет[5]
- Остин Ейбрамс[6]
- Пурна Джаганатан[7]

## Снимачен процес
Снимките започват в началото на януари 2023 г. в Ню Йорк Сити. Клуни и Пит заснеха сцените в Харлем и Чайнатаун. Снимките бяха отменени през юли по време на стачката SAG-AFTRA през 2023 г.